# 小田川浩
小田川 浩（おだがわ ひろし、1967年（昭和42年）1月23日 - ）は、日本の政治家。茨城県つくばみらい市長（2期）。

## 来歴
茨城県伊奈村（現・つくばみらい市福原）に生まれる。伊奈村立三島小学校（現・つくばみらい市立三島小学校）、伊奈町立伊奈中学校（現・つくばみらい市立伊奈中学校）卒業。1985年（昭和60年）3月、茨城県立藤代高等学校卒業。明治大学ガバナンス研究科修了。
2012年（平成24年）、つくばみらい市議会議員に初当選。2016年（平成28年）、再選。
2017年（平成29年）12月に市議を辞職し、12月13日、任期満了に伴うつくばみらい市長選挙に立候補する意向を表明した。
2018年（平成30年）4月22日投開票の市長選で現職の片庭正雄を破り初当選を果たした。自民党茨城県議会議員で旧谷和原村長だった鈴木亮寛の支援を受け、片庭が地盤とする旧谷和原村区域で支持を広げた。5月14日、市長就任。選挙の結果は以下のとおり。
※当日有権者数：41,361人 最終投票率：49.37%（前回比：＋2.21pts）
| 候補者名 | 年齢 | 所属党派 | 新旧別 | 得票数   | 得票率 | 推薦・支持 |
| -------- | ---- | -------- | ------ | -------- | ------ | ---------- |
| 小田川浩 | 51   | 無所属   | 新     | 12,608票 | 62.45% |            |
| 片庭正雄 | 68   | 無所属   | 現     | 7,581票  | 37.55% |            |

2022年4月17日告示・24日投開票の市長選挙に無投票で再選。

## 市政
- 2020年5月26日、新型コロナウイルス対策の財源に充てるため、自身の6月期末手当を全額カットすると発表した。
- 2020年12月13日、自身の車の調子が悪くなり、利用している保険代理店が顧客に提供している代車を借り、その後、購入を約束するが、約1年間も代金を支払っていなかったことが報じられた[9]。